# 廣瀨里緒菜
廣瀨里緒菜（日語：広瀬りおな，1989年11月11日—），日本AV女優。所屬事務所是C-more ENTERTAINMENT。

## 來歷
曾擔任過模特兒、賽車女郎、寫真偶像，2020年2月6日以成人影片製造商Ms.SOD的專屬女優身分在AV界出道。
2020年3月31日在惠比壽麝香葡萄的最終候補中落選，但以研究生的身分加入。
2021年2月18日擔任IPPA的活動女孩。

## 人物
興趣是看職業摔角、綜合格鬥、足球比賽、電影（1個月約50部）和吹長笛。
擅長裸絞和手臂三角绞。
喜歡的性行為模式為角色扮演及與處男性行為。
右邊乳房上方有兩顆痣為其特徵。

## 外部連結
- 広瀬りおな （页面存档备份，存于）　-事務所的女優介紹
- 広瀬りおな （页面存档备份，存于）　-Ms.SOD官方網站
- 廣瀨里緒菜的X（前Twitter）
- 廣瀨里緒菜的Instagram帳戶